# Bandera de Idaho
La bandera de Idaho es un paño azul con el sello del estado en el centro. La frase de "State of Idaho" (en español, Estado de Idaho) en color dorado aparece sobre una tira amarilla y roja que se encuentra por debajo del sello. De acuerdo con la descripción oficial, debería constar un borde dorado sobre las terminaciones, pero muchas versiones obvian este detalle.
El sello presenta a un minero y a una mujer apelando a la igualdad, a la libertad y a la justicia. Los símbolos que se aprecian hacen referencia a los recursos naturales del Estado: minería, silvicultura, agricultura y vida silvestre.
Finalmente, el diseño de la bandera está basado en el que portara la primera infantería de Idaho en 1899 durante la Guerra Hispano-Estadounidense. Fue adoptada el 12 de marzo de 1907 y apenas modificada en 1957.